# أدام ريشكوسكي
أدام ريشكوسكي (بالبولندية: Adam Ryczkowski)‏ (30 أبريل 1997 في بولندا - ) هو لاعب كرة قدم بولندي في مركز الهجوم. شارك مع منتخب بولندا تحت 16 سنة لكرة القدم ومنتخب بولندا تحت 17 سنة لكرة القدم. أما مع النوادي، فقد لعب مع ليغيا وارسو.

## وصلات خارجية
- أدام ريشكوسكي على موقع الاتحاد الأوربي (الإنجليزية)
- أدام ريشكوسكي على موقع قاعدة بيانات كرة القدم.إي يو (الإنجليزية)
- أدام ريشكوسكي على موقع Soccerway.com (الإنجليزية)
- أدام ريشكوسكي على موقع AS.com (الإسبانية)